# Helga Engelke
Helga Engelke (* 17. November 1925; † 1. Februar 2014) war eine deutsche Tischtennisspielerin. Sie wurde 1957 deutsche Vizemeisterin im Doppel.

## Werdegang
Der Verein TTC Helga Hannover trägt den Vornamen von Helga Engelke, weil sie die erste Frau war, die nach der Vereinsgründung 1947 dem Verein beitrat.
1957 wurde Helga Engelke Zweite im Einzel und Doppel (mit Schröder) bei den Landesmeisterschaften von Niedersachsen. Im gleichen Jahr nahm sie an den nationalen deutschen Meisterschaften teil. Im Einzel erreichte sie das Achtelfinale, wo sie an der Saarländerin Eva Graf scheiterte. Im Doppel mit Ilse Lantermann kam sie bis ins Endspiel, in dem sich jedoch Hannelore Schlaf/Ursel Fiedler durchsetzten.
Ihren Lebensunterhalt verdiente Helga Engelke als Finanzbuchhalterin.